# 武林风
武林风是河南卫视的一档大型武术搏击类栏目，也是中国搏击类标志性栏目。该栏目于2004年元月诞生，北京时间每周六晚间播出。武林风与世界拳击理事会（WBC）、世界泰拳理事会 （WMC）、终极格斗锦标赛（UFC）、世界自由搏击联盟（WKA）以及K-1有合作关系，每年在国内外不定期举办中美、中欧、中日、中泰、中伊、中越六大国际赛事。每年年终举行的《武林风全球功夫盛典》更是搏击爱好者关注的焦点。武林风依托自身的国际影响力，成立了中国首个世界性的自由搏击协会世界自由搏击理事会（WLF）。

## 历史发展
河南省是少林寺所在地，也是少林功夫发源地以及武术之乡。河南卫视依托河南省丰厚的武术资源，在2003年设想打造一档精品武术娱乐节目，2004年武林风由此诞生。至2006年，武林风在中原地区的最高收视率达18.04%，平均收视率10.7%，平均市场份额占22.93%。从2007年开始，武林风拓展视野，面向国际方向发展，与世界各国著名的国际搏击组织合作，推出一系列国际对抗赛，逐渐成为国际关注热点。2010年11月，武林风在美国拉斯维加斯举办对抗赛，选手一龙和尚被另一美国特警选手击倒，这场比赛的网络视频月点击量突破一亿人次。2012年12月，武林风举办首届全球功夫盛典，并邀请美国著名搏击节目主持人克里斯·格里格瑞参与节目主持。

## 节目影响
武林风多次举办国内和国际重要武术搏击赛事，美国职业格斗高手、泰国拳王和中国绝大多数搏击精英都曾在武林风一展身手。一年一度的武林风年终总决赛也是拳坛盛事。2010年11月13日，武林风在美国拉斯维加斯的比赛，一票难求，容纳近2000人的场地座无虚席，同时美国多家媒体如黑带电视台（Blackbelt TV）、《纽约时报》、《拉斯维加斯太阳报》、《华盛顿邮报》、《赌城天天报》（The Las Vegas Chinese Daily News）等都进行了跟踪报道。美国国会议员柏克莱、内华达州州长吉姆·吉本斯、参议院民主党领袖哈里·里德甚至特地为武林风发去贺电。洛杉矶、旧金山的相关组织也向武林风抛出橄榄枝，希望该栏目能到当地举办。武林风在德国、荷兰的活动亦受到不同程度欢迎。

## 商标纠纷
2003年12月，武林风商标被一江湖人士张怀魁注册，河南电视台在武林风栏目2004年1月开播后，一边向国家商标局提出异议，一边派律师与张怀魁交涉，河南电视台开出20万元到40万元的价格收购，希望对方能把商标转让，但遭到拒绝。对方开出的价格是200万元。2006年1月，河南电视台将武林风的字体改变。从此以后，河南电视台结束与张怀魁的接触。

## 所获荣誉
- 2005年，中国广播电视协会中国电视体育奖栏目类一等奖。
- 2006年，中国广播电视协会，中国电视体育奖栏目类二等奖。
- 2010年，中国广电总局将武林风评为2009年度典型节目优秀个案。[13]
- 2011年，获得第二届中国优秀电视文化（文艺）栏目奖。[14]
- 2013年，被《中华武术》杂志评为30年最具影响力武术栏目。[15]